# Guerres arabo-romanes
Les guerres arabo-romanes o guerres arabo-bizantines foren una sèrie de guerres que enfrontaren els musulmans, en la seva major part àrabs, i l'Imperi Romà d'Orient entre els segles vii i xi. Començaren durant l'expansió inicial de l'islam, en el marc de la política expansionista dels califes raixidun i omeies, i continuaren sota els seus successors fins a mitjans del segle xi.
Els musulmans sorgiren d'Aràbia a la dècada del 630 i no trigaren a conquerir les províncies meridionals de l'Imperi Romà d'Orient (Síria i Egipte). Al llarg dels següents 50 anys, amb els califes omeies al capdavant, llançaren incursions a Anatòlia, encara sota domini romà, assetjaren la capital romana de Constantinoble dues vegades i sotmeteren els altres territoris romans del nord d'Àfrica. La situació romangué volàtil fins al fracàs del segon setge àrab de Constantinoble el 718, quan les muntanyes del Taure, a la vora oriental d'Anatòlia, es convertiren en una frontera estable, erma i ben fortificada. Malgrat que hi hagué una certa distensió amb el Califat Abbàssida, que es produí un intercanvi d'ambaixades i que els dos estats fins i tot pactaren treves, la tònica general de la seva relació continuà sent conflictiva. Fins ben entrat el segle x, gairebé mai no passava un any sense incursions i contraincursions empreses pel govern abbàssida o administradors locals.
L'ocupació musulmana dels territoris italians del sud per les forces del Califat Abbàssida en els segles ix i x no va ser tan reeixida com a l'Emirat de Sicília. No obstant això, sota la dinastia macedònica, els romans van recuperar el territori del Llevant mediterrani amb l'avanç dels exèrcits romans que van arribar a amenaçar fins i tot Jerusalem pel sud. Per l'est, l'emirat d'Alep i els seus veïns es van convertir en vassalls dels romans, on la major amenaça va ser el Califat fatimita d'Egipte fins que l'ascens de l'Imperi Seljúcida va revertir tots els avenços i va empènyer els guanys territorials del Califat Abbàssida cap a l'interior d'Anatòlia. En conseqüència, l'emperador romà Aleix I Comnè va demanar ajuda militar al papa Urbà II al Concili de Plasència; un dels esdeveniments sovint atribuïts com a precursors de la Primera Croada.

## Antecedents
El fracàs de la invasió sassànida de l'Imperi Romà d'Orient va revertir els dos imperis a l'statu quo ante bellum amb la retirada dels sassànides de tots els territoris ocupats i el retorn de la Vera Creu als romans d'Orient i l'exhauriment dels dos imperis, que van quedar vulnerables al conflicte amb els àrabs recentment units per l'islam..
A finals de la dècada de 620, el profeta Mahoma ja havia aconseguit unificar gran part de l'Aràbia sota el domini musulmà mitjançant la conquesta, així com fer aliances amb tribus veïnes, i va ser sota el seu lideratge que van tenir lloc les primeres escaramusses entre musulmans i romans. Pocs mesos després que l'emperador Heracli i el general persa Sarbar acordessin les condicions per a la retirada de les tropes perses de les províncies orientals romanes d'Orient ocupades l'any 629, les tropes àrabs i romanes d'Orient es van enfrontar en la batalla de Muta en resposta a l'assassinat de l'ambaixador de Mahoma a mans dels Gassànides, un regne vassall romà d'Orient. Mahoma va morir l'any 632 i va ser succeït per Abu-Bakr as-Siddiq, el primer califa amb control indiscutible de tota la península aràbiga després de les reeixides Guerres de la Ridda, que van donar lloc a la consolidació d'un poderós estat musulmà a tota la península.

## Conquestes musulmanes, 629-718
Mahoma en saber que les forces de l'Imperi Romà d'Orient es concentraven al nord d'Aràbia amb la intenció d'envair-la, va dirigir un exèrcit musulmà al nord de Tabuk, a l'actual nord-oest de l'Aràbia Saudita, amb la intenció d'enfrontar-se preventivament a l'exèrcit romà d'Orient, però, l'exèrcit romà d'Orient s'havia retirat prèviament. Tot i que no va ser una batalla en el sentit típic, l'esdeveniment va representar la primera trobada àrab contra els romans d'Orient. No obstant això, no va provocar immediatament un enfrontament militar. No hi ha cap relat romà d'Orient contemporani de l'expedició de Tabuk, i molts dels detalls provenen de fonts musulmanes molt posteriors. Els primers combats poden haver començat com a conflictes amb els estats àrabs clients dels dos imperis: els gassànides i els Làkhmides de Hira. En qualsevol cas, els àrabs musulmans després del 634 van dur a terme una ofensiva en tota regla contra ambdós imperis, donant lloc a la conquesta del Llevant, Egipte i Pèrsia pel Primer califat. Els generals àrabs més reeixits van ser Khàlid ibn al-Walid i Amr ibn al-As.

### Conquesta àrab de la Síria romana: 634-638
Les forces àrabs musulmanes ja s'havien apropat a les fronteres del sud fins i tot abans de la mort del profeta islàmic Mahoma el 632, resultant en la batalla de Muta el 629, però la invasió en si va començar el 634 sota els seus successors, especialment amb el califa Úmar ibn al-Khattab, amb Khàlid ibn al-Walid com a capitost més destacat.
Després d'una sèrie de campanyes reeixides enfront de l'Imperi Sassànida i de la subsegüent conquesta musulmana de Pèrsia, Khàlid ibn al-Walid va establir la seva base d'operacions en aquest territori combatent els gassànides, clients romans d'Orient, mentre encara duraven els combats contra els sassànides. Després de la crida feta des de Medina, es van reclutar ràpidament nous contingents tribals de tota la Península Aràbiga excloent els que s'havien rebel·lat en les guerres de la Ridda. Abu-Bakr va organitzar les seves tropes en quatre cossos, cadascun d'ells dirigit pel seu propi comandant i mogut pel seu propi objectiu: Amr ibn al-As a Palestina, Yazid ibn Abi-Sufyan a Damasc, Xurahbil ibn Hàssana a Jordània i Abu-Ubayda ibn al-Jarrah, comandant en cap de tot l'exèrcit. a Èmesa. La primera setmana d'abril de 634 van començar a avançar des de les seves bases als afores de Medina.
Heracli, malalt, no va poder dirigir personalment els seus exèrcits per resistir les conquestes àrabs de Síria i Palestina romana l'any 634. En la batalla d'Ajnadayn l'estiu de 634, l'exèrcit del califat de Rashidun va aconseguir una victòria decisiva i els romans es van replegar cap a Jerusalem sense que els musulmans s'interposessin i Khàlid ibn al-Walid va conquerir Damasc. La resposta romana d'Orient va ser replegar i enviar del màxim nombre de tropes disponibles sota Teodor Tritiri i el general armeni Baanes, per expulsar els musulmans dels seus territoris recentment guanyats però l'exèrcit romà d'Orient va ser derrotat finalment en la batalla de Fahl el 23 de gener de 635.

### Conquestes àrabs del nord d'Àfrica: 639-698

#### Conquesta d'Egipte i Cirenaica
El desembre del 639 Amr ibn al-As es dirigí a Egipte amb 4.000 soldats però Úmar ibn al-Khattab reconsiderà les seves ordres, pensant que era massa atrevit conquerir un país com Egipte amb només 4.000 homes però el missatger lliurà massa tard el correu i Úmar començà a reclutar reforços. L'exèrcit musulmà prengué Al-Arix sense resistència. L'exèrcit musulmà arribà a Pelúsion que assetjà dos mesos caient el febrer del 640 Després de la caiguda de Pelúsion l'exèrcit musulmà assetjà Bilbeis, que continuà fins a la seva caiguda un mes més tard, a finals de març del 640. Amb la caiguda de Bilbeis, els àrabs es trobaven a només un dia de camí de l'extrem sud del delta del Nil.
Després de la caiguda de Bilbeis els musulmans avançaren cap a Babilònia on arribaren el maig del 640. Babilònia era una ciutat fortificada, amb murades d'uns 18 m d'alçada i 2 metres d'amplada, reforçada amb nombroses torres i bastions i els romans s'havien preparat per al setge amb un fossat a l'exterior de la ciutat, i un gran exèrcit s'havia situat entre el fossat i les murades de la ciutat repel·lint tots els assalts. Al juliol, Amr demanà reforços al califa i un primer destacament de 4000 veterans de la campanya de Síria arribà però la fortalesa no es va rendir i a l'agost, el califa preparà un nou contingent de 4.000 soldats d'elit comandada per Az-Zubayr ibn al-Awwam. Per evitar un possible atac romà des d'Heliòpolis, l'exèrcit d'Amr atacà la ciutat i prengué la ciutat i tornà a Babilònia, envint un destacament a l'altra banda del Nil per tal prendre Faium i Abuit, conquerint així tota la província de Faium sense resistència per part dels romans. Finalment Babilònia caigué en mans de l'exèrcit d'Amr el 21 de desembre del 641. Així i tot, el general Teodor i el seu exèrcit pogueren fugir durant la nit cap a l'illa de Rauda.
El patriarca Cir d'Alexandria pactà amb els musulmans el 22 de desembre, reconeixent la sobirania àrab sobre tot Egipte i els egipcis s'avenien a pagar la jizya. Heracli reaccionà destituint Cir com a governador d'Egipte, però es mantingué com a cap de l'església copta, i ordenà al cap de les forces romanes a Egipte que expulsessin els musulmans. Els líders romans sabien que el proper objectiu dels musulmans seria Alexandria, i per això es prepararen per resistir el setge. El febrer del 641, Amr partí cap a Alexandria des de Babilònia al capdavant del seu exèrcit, arribant el mes següent després de nombroses escaramusses amb els romans i iniciant el setge d'Alexandria al març de l'any 641. La ciutat estava ben fortificada, i no hi havia manca de provisions. A més, la ciutat tenia accés directe al mar, per on podien arribar ajuda i provisions des de Constantinoble. Heracli, l'emperador romà, reuní un gran exèrcit a Constantinoble per tal de marxar cap a Egipte personalment, però morí abans de poder finalitzar els preparatius. Les tropes es dispersaren, i l'ajuda no arribà a Alexandria i finalment fou conquerida el setembre del 641. Per part dels egipcis, Cir d'Alexandria demanà la pau, i el seu clam fou escoltat. L'any 645, l'Imperi Romà d'Orient intentà reconquerir Alexandria, però finalment Amr la tornà a ocupar l'any 646. L'any 654, la flota enviada per Constant II fou vençuda en la batalla dels Pals. A partir d'aquest fet, no es produí cap altre intent seriós per recuperar Egipte per l'Imperi Romà d'Orient.
La pèrdua definitiva d'Egipte deixà l'Imperi Romà d'Orient sense una de les seves fonts principals d'aliments i diners. Aquesta pèrdua d'Egipte i Síria, seguida després per la invasió de l'Exarcat d'Àfrica, comportà que el Mediterrani, que fins aleshores es podia considerar un «llac romà», es dividia ara entre dos poders: el califat musulmà i l'Imperi Romà d'Orient. En aquests esdeveniments, l'Imperi Romà d'Orient, malgrat les grans pèrdues que patí, pogué mantenir Anatòlia, mentre que les inexpugnables muralles de Constantinoble, durant els dos grans setges àrabs, salvaren l'imperi de seguir el mateix destí que l'imperi persa.
Després de l'atac preventiu contra Núbia al sud Amr va decidir dur a terme campanyes a l'oest, per tal d'assegurar les fronteres occidentals d'Egipte i netejar la regió de Cirenaica, Tripolitània i Fezzan de la influència romana. En algun moment al setembre de 642, Amr va conduir les seves tropes a l'oest. Després d'un mes de marxar a les forces musulmanes van arribar a la ciutat de Pentàpolis i van arribar a Trípoli la primavera del 643 i la ciutat va caure després d'un setge d'un mes. Des de Trípoli, Amr va enviar un destacament a Sabratha, una ciutat a quaranta milles de Trípoli. Úmar, els exèrcits del qual ja havien iniciat una campanya massiva de conquerir l'Imperi Sassànida no volia dedicar més al llarg del nord d'Àfrica, quan el domini musulmà a Egipte era encara insegur. El califa en conseqüència va desaprovar qualssevol altre avenç i va ordenar a Amr consolidar primer la posició dels musulmans a Egipte, i va donar ordres estrictes de no fer més campanyes. El domini àrab sobre Cirenaica i Zawila a l'extrem sud va romandre ferm durant dècades, excepte per una ocupació romana d'Orient de curta durada l'any 690, però Trípoli va ser reconquistada pels romans d'Orient pocs anys després de l'entrada d'Amr.

#### Conquesta de l'Exarcat d'Àfrica
Uthman el 647 autoritza les primeres exploracions a l'exarcat d'Àfrica, encarregant la conquesta a Abd-Al·lah ibn Sad, que el 647 va derrotar a Sufetula el patrici Gregori, governador romà d'Orient que s'havia fet independent però a l'interior del país la resistència amazic va aconsellar la retirada a Tripolitània. El 665, Muàwiya ibn Hudayj va sortir d'Egipte amb 20.000 soldats reunint-se amb les forces de Tripolitània dirigides per Uqba ibn Nafi i van ocupar Jal·la a la part central del país i van fer victorioses expedicions a Hadrumetum (Sussa), Hippo Dyarrithus (Bizerta) i Gerba, però no van romandre al país.
El 670, l'expedició d'Uqba ibn Nafi fundà Kairuan, el primer establiment de l'islam a Occident amb la intenció de conquesta i de colonització, que servia de cap de pont per a noves expedicions esdevenint una fita al camí entre Egipte i el Magrib. Uqba rebé el suport dels primers mawles conversos, esclaus nascuts en tribus amazigues que ràpidament durien a terme les seves reivindicacions perquè la ideologia igualitària de l'islam entrava en contradicció amb les estructures tribals àrabs. El 681, Uqba fou de nou encarregat de continuar-ne la conquesta, arribant fins a la costa atlàntica. En el seu recorregut, les tribus amazigues van revoltar amb gran violència. A la tornada, la columna d'Uqba va ser atacada per un exèrcit que dirigia Kosayla, cap de la tribu amaziga dels Awraba de la confederació dels Baranis, i fou derrotat en la batalla de Biskra, en què Uqba va morir el 683. Durant l'aixecament amazic, que va reunir els amazics i probablement restes de l'exèrcit romà d'Orient van ocupar Kairuan, que es convertí en la capital del regne d'Altava, i els àrabs es van retirar d'Ifríqiya.
El califat d'Abd-al-Màlik marcà la fi provisional dels trastorns polítics en Orient, i les reformes de l'administració i del poder. Hassan ibn an-Numan al-Ghassaní, governador al Magrib endegà la conquesta el 686, quan Kusayla fou derrotat i mort per l'exèrcit de az-Zubayr ibn Qays al-Balawí, sent succeït per la Kàhina de la confederació dels Djarawa i tota Ifríqiya es va revoltar al seu costat. La crisi del califat en aquesta època va retardar la reacció àrab. Hassan ibn an-Numan fou enviat finalment el 698 contra la Kàhina i els romans d'Orient que havien enviat una flota dirigida pel patrici Joan amb el suport de Vítiza i foren derrotats a reprendre Cartago en 698. Després d'això, els amazics es van convertir a l'islam. Hassan es va establir a Tunis, una ciutat númida propera a Cartago, en lloc de fer-ho a la capital romana d'Orient, Cartago, però la capital d'Ifríqiya va restar a Kairuan. El 701, la Kàhina és vençuda i morta, i des de l'any 702 l'assentament àrab a Ifríqiya és suficient per a realitzar noves conquestes. El 705, Mussa ibn Nussayr es converteix en el primer governador oficial de la wilaya d'Ifríqiya i fins al 713 es dedica a controlar el territori fins a Tànger i el 711 els primers contingents amazics desembarquen a Gibraltar dirigits per Tàriq ibn Ziyad.

### Atacs àrabs a Anatòlia i setges a Constantinoble
L'esclat de la guerra civil que va tenir lloc amb l'arribada al poder d'Alí ibn Abi-Tàlib l'any 656 va permetre a l'emperador romà d'Orient Constant II va utilitzar per reforçar les seves defenses, estendre i consolidar el seu control sobre Armènia i, sobretot, iniciar una important reforma de l'exèrcit amb l'establiment dels temes, els grans comandaments territorials en què Anatòlia, el principal territori que quedava a l'Imperi Romà d'Orient, es va dividir. En cadascun d'ells s'hi van instal·lar les restes dels antics exèrcits de camp, i s'hi van assignar terres als soldats en pagament del seu servei. Els temes formarien la columna vertebral del sistema defensiu romà d'Orient durant els segles a venir.
Després de la seva victòria a la guerra civil, Muàwiya ibn Abi-Sufyan va llançar una sèrie d'atacs contra les possessions romanes d'Orient a Àfrica, Sicília i Orient. Cap al 670, la flota musulmana havia penetrat al mar de Màrmara i va hibernar a Cízic, i quatre anys més tard, una flota musulmana massiva va reaparèixer al Màrmara i va restablir una base a Cízic, des d'on van assaltar les costes romanes d'Orient gairebé a voluntat. Finalment, el 676, Muàwiya va enviar un exèrcit per prendre Constantinoble també des de terra, començant el primer setge àrab de la ciutat. Constantí IV Pogonat però va utilitzar una nova arma devastadora que va arribar a ser coneguda com foc grec, inventada per un refugiat cristià de Síria anomenat Cal·línic d'Heliòpolis. per derrotar de manera decisiva l'atac de la marina omeia al mar de Màrmara, donant lloc a l'aixecament del setge l'any 678. La flota musulmana que tornava va patir més pèrdues a causa de les tempestes, mentre que l'exèrcit va perdre molts homes en els atacs en el seu camí de tornada. Entre els morts en el setge hi havia Abu-Ayyub al-Ansarí, el portaestendard de Mahoma i l'últim dels sahaba, i per als musulmans d'avui, la seva tomba és considerada un dels llocs més sagrats d'Istanbul. La victòria romana d'Orient sobre els omeies va aturar l'expansió islàmica a Europa durant gairebé trenta anys.
El revés a Constantinoble va ser seguit de nous retrocessos a tot l'imperi musulmà mentre l'exèrcit es dedicava a sufocar les rebel·lions, i en una d'aquestes batalles va ser envoltat d'insurgents i assassinat. Zuhayr ibn Qays va ser enderrocat per un poderós exèrcit, enviat des de Constantinoble per Constantí IV i els àrabs es van retirar d'Ifríqiya en 683, mentre una segona guerra civil àrab esclatà a Aràbia i Síria, que va donar lloc a una sèrie de quatre califes entre la mort de Muàwiya el 680 i l'ascens d'Abd-al-Màlik ibn Marwan el 685, i es va mantenir fins al 692 amb la mort del líder rebel Abd-Al·lah ibn az-Zubayr.
Justinià II, després d'una campanya reeixida, va fer una treva amb els àrabs cedint la meitat de les taxes d'Armènia, Ibèria i Xipre (que quedava sota ocupació conjunta); i va obligar els mardaïtes a establir-se a Tràcia i Armènia. Fins llavors els mardaïtes havien estat una barrera a l'expansió àrab a la zona i la seva eliminació va permetre als àrabs disposar de bases sòlides al Taure i Antitaure i per envair l'Àsia Menor. Justinià va derrotar els eslaus de Macedònia i va entrar a Tessalònica sotmetent als eslaus que van ser traslladats a Anatòlia proporcionant 30.000 soldats amb els que va reprendre la guerra contra els àrabs, evitant la invasió àrab de Sicília. Justinià va ser derrotat amb facilitat en la batalla de Sebastòpolis el 692, i Armènia, i va obrir la província als àrabs, els quals van procedir a conquerir-la entre el 694 i el 695., sent deposat el 695. Amb Cartago perduda en 698, Justinià va tornar al poder i fou derrotat completament en la batalla d'Anchialus, amb el què els àrabs van ocupar Cilícia a l'Àsia Menor.
La primera i la segona deposicions de Justinià van ser seguits per un desordre intern, amb successives revoltes i emperadors sense legitimitat ni suport. En aquest clima, els omeies van consolidar el seu control d'Armènia i Cilícia, i van començar a preparar una nova ofensiva contra Constantinoble. Lleó III l'Isàuric acabava de prendre el tron el març de 717 quan el gran exèrcit musulmà del príncep i general omeia Màslama ibn Abd-al-Màlik va començar a moure's cap a la capital imperial amb uns 120.000 homes i 1.800 vaixells, però les muralles de la capital havien estat reparades i reforçades recentment. La ciutat va ser assetjada per terra i mar pels musulmans, que van construir una extensa doble línia de circumval·lació i contraval·lació per terra, aïllant la capital, però obligat a estendre el setge fins a l'hivern, l'exèrcit assetjador va patir baixes horribles pel fred i la manca de provisions. El bloqueig per mar va fracassar quan l'armada romana d'Orient va emprar el foc grec i la flota àrab es va mantenir allunyada de les muralles de la ciutat deixant obertes les rutes de subministrament de Constantinoble, i quan l'emperador va concloure una aliança amb el kan búlgar Tervel, que va acceptar atacar la rereguarda dels invasors, que va vèncer en la batalla d'Adrianòpolis. El setge havia fracassat clarament i el califa Umar va enviar ordres a Maslama de retirar-se i el 15 d'agost de 718, els àrabs van marxar.

### Sicília
El 652 ja hi havia hagut el primer atac musulmà a l'illa, al que van seguir altres sobretot després de la construcció de l'arsenal de Tunis el 698. El Valí d'Ifríqiya Ubayd-Al·lah ibn al-Habhab va enviar a l'illa a Habib ibn Abi-Ubayda que va assetjar Siracusa sense arribar a envair l'illa. A la segona meitat del segle viii els atacs es van aturar i no n'hi ha notícies; sembla que les defenses romanes d'Orient en aquest temps eren prou bones i els aglàbides, que van pujar al poder a Ifríqiya el 800, van fer també una sèrie de fortificacions per protegir les seves costes i després per equipar una flota. El primer emir aglàbida hauria signat una treva amb Constantinoble i el seu fill l'hauria renovat durant tot el primer quart del segle ix.

## Estabilització de la frontera, 718-863
La primera onada de conquestes musulmanes va acabar amb el setge de Constantinoble l'any 718, i la frontera entre els dos imperis es va estabilitzar al llarg de les muntanyes de l'est d'Anatòlia. Les incursions i contraatacs van continuar per ambdós bàndols i es van convertir gairebé en rituals, però la perspectiva de la conquesta total de l'Imperi Romà per part del califat es va reduir. Això va provocar contactes diplomàtics molt més regulars, i sovint amistoses, així com un reconeixement recíproc dels dos imperis.
Després d'un segle de contínues pèrdues de terreny contra els musulmans Lleó III l'Isàuric pensava que era degut a la còlera de Déu pel culte a les imatges, contrari als Deu manaments, que en el segle iv ja havia criticat Epifani I de Constància, i després del decret de Yazid II va emetre un decret i va manar destruir tota representació cristiana de figures religioses o de l'evangeli. La iconoclàstia romana d'Orient va ser abandonada l'any 786 per ser readoptada a la dècada del 820 i finalment abandonada el 843. Sota la dinastia macedònia, aprofitant la decadència i la fragmentació del califat abbàssida, els romans d'Orient van passar gradualment a l'ofensiva i van recuperar gran part del territori al segle x, que es va perdre, però, després de 1071, per l'Imperi Seljúcida.

### Incursions sota els últims omeies i l'ascens de la iconoclàstia
Després del fracàs de capturar Constantinoble entre 717 i 718, els omeies van desviar la seva atenció durant un temps cap a un altre lloc, permetent als romans d'Orient passar a l'ofensiva i aconseguir alguns guanys a Armènia. A partir del 720/721, però, els exèrcits àrabs van reprendre les seves expedicions contra l'Anatòlia romana d'Orient, encara que ara ja no tenien com a objectiu la conquesta, sinó les incursions a gran escala, el saqueig i la devastació del camp i només ocasionalment atacant forts o grans assentaments.
Amb els darrers califes omeies i els primers abbàssides la frontera entre els romans i el califat es va estabilitzar al llarg de les muntanyes del Taure. Al costat àrab, Cilícia va estar permanentment ocupada i les ciutats que havien quedat desertes, com Adana, Mopsuèstia i Tars, van ser fortificades de nou i repoblades sota els primers abbàssides, i a l'Alta Mesopotàmia, llocs com Maraix, al-Hadath i Malatya es van convertir en grans centres militars. Aquestes dues regions van arribar a formar les dues meitats d'una nova zona fronterera fortificada amb l'Imperi Romà d'Orient, al-Thughur.
Tant els omeies com els abbàssides van continuar considerant les expedicions anuals contra l'enemic tradicional del califat com una part integral de la gihad continuada, i ràpidament es van organitzar de manera regular: una o dues expedicions d'estiu de vegades acompanyades d'un atac naval i/o seguides d'expedicions d'hivern. Les expedicions d'estiu eren normalment una llançada des de Cilícia formada majoritàriament per tropes sirianes, i una segona des de Malatya per tropes mesopotàmiques. Les incursions també es van limitar en gran part a les zones frontereres i l'altiplà central d'Anatòlia, i només poques vegades van arribar a les costes perifèriques, que els romans d'Orient van fortificar diligentment.

La guerra naval entre romans d'Orient i àrabs

Durant el govern del califa Hixam ibn Abd-al-Màlik les expedicions àrabs es van intensificar dirigides per alguns dels generals més capaços del califat, inclosos prínceps de la dinastia omeia com Màslama ibn Abd-al-Màlik i Al-Abbàs ibn al-Walid o els propis fills d'Hisham Muàwiya, Màslama i Sulayman. Aquesta era encara una època en què l'Imperi Romà lluitava per la supervivència, i les províncies frontereres, devastades per la guerra, eren terra de ciutats en ruïnes i pobles deserts amb una població dispersa. Després d'un segle de contínues pèrdues de terreny contra els musulmans i a una seqüència de desastres naturals com l'erupció del volcà de Tera el 727, Lleó III l'Isàuric, que el 722 havia intentat forçar la conversió dels jueus de l'Imperi, pensava que era degut a la còlera de Déu pel culte a les imatges, contrari als Deu manaments, que en el segle iv ja havia criticat Epifani I de Constància, i després del decret de Yazid II va emetre un decret en aquest sentit i va manar destruir tota representació cristiana de figures religioses o de l'evangeli, especialment tots els Sants, el 730 quan el patriarca Germà I de Constantinoble va haver de renunciar en ser iconòdul, substituint-lo per Anastasi. Aquesta decisió va provocar una gran oposició tant del poble com de l'església, especialment del bisbe de Roma, que Lleó no va tenir en compte, i va afeblir l'Imperi Romà d'Orient sent un factor clau en el cisma entre el patriarca de Constantinoble i el bisbe de Roma.
El califat omeia cada cop més es trobava més ocupat en altres conflictes, especialment el seu enfrontament amb el kanat dels khàzars, amb els quals Lleó III l'Isàuric havia conclòs una aliança, casant el seu fill i hereu Constantí amb la princesa Irene de Khazària. Només a finals de la dècada de 730 les incursions musulmanes van tornar a ser una amenaça, però la gran victòria romana d'Orient en la batalla d'Akroinos el 740 i l'agitació de la revolució abbàssida van aturar els atacs àrabs contra l'Imperi obrint el camí a una postura més agressiva de Constantí, que el 741 va atacar la principal base àrab de Melitene, el 746 va envair Síria capturant Germanicea, el 747 una flota romana d'Orient va derrotar una flota àrab davant de Xipre i el 752 Constantí es va aventurar a Armènia i Mesopotàmia, ocupant Teodosiòpolis i Melitene, interpretades per Lleó i Constantí com una prova del renovat favor de Déu reforçant la posició de la iconoclàstia a l'Imperi.

### Els primers abbàssides
A diferència dels omeies, els califes abbàssides no van dur a terme una expansió activa, estaven satisfets amb els territori assolit i les campanyes eren represàlies o preventives, destinades a preservar la seva frontera i impressionar amb el poder abbàssida als seus veïns. Al-Mansur es va veure obligat a cedir l'autoritat sobre al-Andalus als omeies el 756, que van establir l'emirat de Qúrtuba, però van consolidar el seu poder amb la derrota de la revolta alida de 762 i 763, i al mateix temps, les campanyes contra l'Imperi Romà d'Orient en particular van continuar sent importants per al consum intern. Les incursions anuals, que gairebé havien acabat amb l'agitació posterior a la revolució abbàssida, es van dur a terme amb un vigor renovat des del 780 i van ser les úniques expedicions on el califa o els seus fills van participar en persona. Com a símbol del paper ritual del califa com a líder de la comunitat musulmana, van ser objecte de la propaganda oficial el pelegrinatge anual a la Meca. A més, la guerra constant a les fronteres sirianes va ser útil per als abbàssides, ja que va donar feina a les elits militars sirianes i iraquianes i als voluntaris que es van reunir per participar en la gihad.
Continuant amb la tendència iniciada pels seus predecessors immediats, Harun ar-Raixid va tenir contactes molt més regulars amb els romans, amb intercanvi d'ambaixades i cartes molt més habitual que sota els governants omeies, signe que els abbàssides havien acceptat que l'Imperi Romà d'Orient era un poder amb el qual havien de tractar en igualtat de condicions. Desitjant subratllar la seva pietat i el seu paper com a líder de la comunitat musulmana, Harun ar-Raixid va ser el més enèrgic dels primers governants abbàssides en la seva recerca de la guerra contra l'Imperi Romà d'Orient: en 796 va establir la seva seu a Ar-Raqqà, prop de la frontera, va complementar l'al-Thughur l'any 786 formant una segona línia defensiva al llarg del nord de Síria, l'al-Awàssim, i tenia fama de passar anys alterns dirigint el Hajj, però va haver de cedir la sobirania del Marroc als idrísides el 788, Ifriqiya i Sicília als aglàbides el 800, i va dirigir una campanya a Anatòlia, inclosa la més gran expedició reunida sota els abbàssides, l'any 806.
El califa Al-Ma'mun va cedir el govern de Khorasan i Transoxiana als samànides en 819 pel seu suport en la Guerra Civil dels abbàssides, i Pèrsia als Tahírides en 822, mentre les guerres civils es va succeir a l'Imperi Romà, sovint amb el suport àrab, i amb el suport d'al-Ma'mun, Tomàs l'Eslau es va revoltar i en qüestió de mesos, només dos temes d'Anatòlia es van mantenir lleials a l'emperador Miquel el Tartamut. Quan els àrabs van capturar Tessalònica, la segona ciutat més gran de l'Imperi, va ser ràpidament represa pels romans d'Orient. El setge de Constantinoble de Tomàs el 821 no va superar les muralles de la ciutat, i es va veure obligat a retirar-se.

### Sicília, Itàlia i Creta
Mentre a l'Orient regnava un equilibri relatiu, la situació a la Mediterrània occidental es va veure alterada irremeiablement quan els aglàbides van començar la seva lenta conquesta de Sicília a la dècada del 820. Utilitzant Tunísia com a plataforma de llançament, la conquesta tingué lloc en quatre onades, corresponents a cada una de les quatre valls de l'illa, sent la primera, iniciada per l'emir d'Ifríqiya Ziyàdat-Al·lah ibn Ibrahim entre 827 i 840 a la Val di Mazara, prenent Palerm en 831, la segona, al Val di Noto, fou entre 827 i 878, quan caigué Siracusa en mans d'Abu-Ishaq Ibrahim ibn Àhmad, la Val de Mone entre 835 i 859, quan caigué Castrogiovanni, i la darrera posició romana d'Orient important, Taormina, caigué en 902 i finalment, Rometta, la darrera posició romana d'Orient, en 965. Això al seu torn va obrir el sud d'Itàlia i el mar Adriàtic per a incursions i assentaments. L'Imperi Romà va patir encara més un revés important amb la pèrdua de Creta a causa d'una banda d'exiliats andalusins, que van establir un emirat pirata a l'illa i durant més d'un segle van assolar les costes del fins aleshores segur mar Egeu.

## L'imperi contraataca
El 858 durant el regnat de Miquel III l'Embriac va esclatar de nou la guerra entre l'Imperi Romà d'Orient i el Califat Abbàssida, i el general àrab Úmar al-Aqta, l'emir de Melitene, atacava la regió del Pont. Miquel III va prendre personalment el comandament, acompanyat per Bardes per atacar Umar, però aquest havia estat reforçat per un important nombre de paulicians de Tefricia i, davant els murs de Samòsata, l'emperador fou derrotat el 860. L'any 863, el general romà d'Orient Petrones va derrotar una força d'invasió àrab de Melitene, Tars i els paulicians de sota el comandament d'Úmar al-Aqta en la batalla del Lalacaont, causant grans baixes i eliminant l'emirat de Melitene com una seriosa amenaça militar. Úmar va morir en batalla i les restes del seu exèrcit van ser aniquilades en enfrontaments posteriors, permetent als romans d'Orient celebrar la victòria com a venjança pel saqueig àrab d'Amorion, mentre que les notícies de les derrotes van provocar disturbis a Bagdad i Samarra. En els mesos següents, els romans d'Orient van envair amb èxit Armènia matant el governador musulmà d'Armènia, l'emir Alí ibn Yahya al-Armaní, així com el líder paulícià Carbees. Aquestes victòries romanes d'Orient van marcar un punt d'inflexió que va iniciar una ofensiva romana d'Orient de llarga durada cap a l'est en territori musulmà.
La pau religiosa va arribar amb l'aparició de la dinastia macedònia el 867 amb un lideratge romà d'Orient fort i unificat mentre que l'imperi abbàssida vivia en l'anarquia de Samarra, dividit en moltes faccions des del 861 fins a la victòria d'al-Mútamid. Basili I el Macedoni va fer reviure l'Imperi Romà en una potència regional, durant un període d'expansió territorial, convertint l'Imperi en la potència més forta d'Europa, amb una política eclesiàstica marcada per les bones relacions amb Roma. Basili es va aliar amb l'emperador Lluís II d'Itàlia contra els àrabs, i la seva flota va netejar l'Adriàtic de les seves incursions amb el què Lluís va poder eliminar l'Emirat de Bari en 871, aixecar el setge de Salerno en 872 i prendre Càpua en 873.
La posició romana d'Orient a Sicília es va deteriorar i Siracusa va caure en mans de l'emirat de Sicília el 878, i les darreres posicions romanes d'Orient important, Catània i Taormina, caigueren en 900 i 902 Encara que Sicília es va perdre, després de la mort de Lluís, el general Nicèfor Focas el Vell prenia el control de Bari el 876 i conqueria l'Emirat de Tàrent i gran part de Calàbria en 880, formant el nucli per al posterior Catepanat d'Itàlia. Els èxits a la Península Itàlica hi van obrir un nou període de dominació romana d'Orient. Sobretot, els romans d'Orient començaven a establir una forta presència al mar Mediterrani, i sobretot a l'Adriàtic. Aparentment, el 10 de juliol de 926 Miquel de Zahumlje va saquejar Sipontum), que era una ciutat romana d'Orient a la Pulla. Sicília romandria sota control àrab fins a la invasió normanda el 1071.
El general romà d'Orient Joan Curcues va conquerir l'emirat de Melitene i l'emirat de Qaliqala i van avançar cap a Armènia als anys trenta; les tres dècades següents van estar dominades per la lluita del clan Focas i els seus dependents contra l'emir hamdanida d'Alep, Sayf ad-Dawla, que va ser finalment derrotat per Nicèfor II Focas, que va conquerir Cilícia i el nord de Síria saquejant Alep i recuperant Creta. El seu nebot i successor, Joan I Tsimiscés, va empènyer encara més al sud, gairebé arribant a Jerusalem, però la seva mort el 976 va posar fi a l'expansió romana d'Orient cap a Palestina.

L'Imperi Romà d'Orient a la mort de Basili II

El 993 el general fatimita Manjutakin va posar setge a Apamea però aquesta fou socorreguda pels romans d'Orient, tot i això després de la batalla de l'Orontes el Califat Fatimita va prendre el control de Síria, i Basili II Bulgaròcton va enviar en 995 el seu exèrcit en suport del seu vassall l'emir hamdànida d'Alep quan la seva ciutat estava sent assetjada pels fatimites, i després d'aixecar el setge va muntar un setge fallit contra Trípoli i es va retirar a Constantinoble sense annexionar Alep, que va seguir en mans dels hamdànides. Damià Dalassè va posar setge a Apamea en 998, fins a l'arribada de l'exèrcit de socors fatimita de Damasc, sota el comandament de Jaysh ibn Samsama i la seva derrota va obligar Basili a combatre personalment a la regió l'any següent, i va ser seguida el 1001 per la conclusió d'una treva de deu anys amb Al-Hàkim, Encara que no va tenir la força per anar a Palestina i recuperar Jerusalem, les seves victòries van restaurar gran part de Síria a l'imperi, inclosa Antioquia, que era la seu del Patriarca d'Antioquia. Cap emperador romà d'Orient des d'Heracli havia estat capaç de mantenir aquestes terres durant gaire temps, i l'Imperi les conservaria fins al 1078. Basili II va establir una franja de nous temes, que s'estenia al nord-est des del protectorat romà d'Orient d'Alep fins a Mantziciert, i aquest sistema de govern militar i administratiu podia reunir una força d'almenys 200.000 homes, encara que a la pràctica aquests estaven estratègicament situats a tot l'Imperi. Amb el domini de Basili, l'Imperi Romà va assolir el seu auge des de les conquestes musulmanes.

### Mallorca
La conquesta de Mallorca per les tropes musulmanes es va produir l'any 902/903 quan Issam al-Khawlaní va lluitar contra la resistència del romans de les Illes Balears, que durant vuit anys i cinc mesos foren assetjats pels musulmans al Castell d'Alaró. L'emir Abd-Al·lah ibn Muhàmmad li reconegué la conquesta i el nomenà valí de l'illa, càrrec que exercí des del 904 fins al 912.

### Sardenya
Abū-l-Gays ibn Yūsuf al-Muwaffaq, emir de Dàniya, després de conquerir les illes Balears el 1015, va atacar l'illa de Sardenya, que s'havia independitzat de l'Imperi Romà d'Orient al segle ix. Va construir una flota de 125 vaixells i transportant 1.000 cavalls, va derrotar els sards, encapçalats pel jutge Gonnari Comit de Salanis i es va establir al Campidanu. La República de Pisa i la República de Gènova van enviar els seus exèrcits que van derrotar els musulmans i capturant Alí ibn Mujàhid Iqbal-ad-Dawla fou fet presoner dels cristians i enviat a la cort de l'emperador Enric II, mentre el pare era derrotat i perseguit per la coalició cristiana que va recuperar l'illa. Abd-Al·lah al-Muaytí, a qui Abū-l-Gays havia nomenat, deixant-lo només els afers religiosos va intentar deposar Muğāhid durant la seva campanya a Sardenya, i al seu retorn, fou deposat del califat. Després de desallotjar els musulmans el 1016, pisans i genovesos van continuar els atacs a través del Mediterrani oriental, i expandint el seu comerç, van superar la resta dels antics ports romans d'Orient d'Itàlia tret de la República de Venècia.

## Final de la guerra
La guerra es van acabar quan als segles xi i xii els romans d'Orient van haver de fer front a la invasió islàmica d'Anatòlia, que va ser presa pels turcs seljúcides. Després la derrota en la batalla de Mantziciert a mans de l'Imperi Seljúcida el 1071, l'Imperi Romà va restablir la seva posició a l'Orient Pròxim com a gran potència amb l'ajuda dels croats occidentals. Mentrestant, els principals conflictes dels àrabs van ser a les croades primer, i més tard contra les invasions mongols, especialment la de l'Il-kanat i la de Tamerlà.

## Efectes
Com amb qualsevol guerra d'aquesta durada, les prolongades guerres arabo-romanes van tenir efectes duradors tant per a l'Imperi Romà d'Orient com per al món àrab. Els romans d'Orient van perdre molt territori i els àrabs invasors van aconseguir un fort control a l'Orient Mitjà i Àfrica, però es van aturar noves conquestes a l'Àsia occidental. El focus de l'Imperi Romà va passar de les reconquestes occidentals de Justinià a una posició principalment defensiva, contra els exèrcits islàmics a les seves fronteres orientals. Sense la interferència romana d'Orient en els estats cristians emergents d'Europa occidental va aparèixer el feudalisme i l'autosuficiència econòmica.
L'opinió dels historiadors moderns és que un dels efectes més importants va ser la tensió que va posar en la relació entre Roma i Constantinoble. Mentre lluitava per la supervivència contra els exèrcits islàmics, l'Imperi ja no era capaç de proporcionar la protecció que havia ofert abans als Estats Pontificis; pitjor encara, segons Thomas Woods, els emperadors «van intervenir rutinàriament en la vida de l'Església en àrees clarament fora de la competència de l'estat». La polèmica iconoclasta dels segles VIII i IX es pot prendre com un factor clau que va impulsar l'Església llatina als braços dels francs, i s'ha argumentat que l'Imperi Franc probablement no hauria existit sense l'islam, i Carlemany sense Mahoma seria inconcebible. Els successors de Carlemany, durant el regnat de Lluís II d'Itàlia i durant les croades va anar en suport dels romans d'Orient, però les relacions entre els dos imperis serien tenses, i a la Chronicum Salernitanum es diu que Basili I el Macedoni havia enviat una carta enfadada a Lluís II d'Itàlia, recriminant-lo per haver usurpat el títol d'emperador continuant amb el problema dels dos emperadors.